# Przebrno
Przebrno je severopolská vesnice ležící na Viselské kose v mezoregionu Mierzeja Wiślana na pobřeží Baltského moře v okrese Nowy Dwór Gdański v Pomořském vojvodství.

## Historie
V době druhé světové války tu byl koncentrační tábor Pröbernau, menší pobočný tábor koncentračního tábora Stutthof.

## Současnost
Przebrno je administrativní částí města Krynica Morska, k němuž náleží od roku 1991. V současnosti[kdy?] tu žije asi 100 obyvatel.

## Dopravní obslužnost
Dopravní spojení se zbytkem země zajišťuje silnice číslo 501.

## Turistika
Místo je díky své poloze na pobřeží Baltského moře rekreačním střediskem.
V jeho blízkosti se nachází přírodní rezervace Rezerwat przyrody Buki Mierzei Wiślanej, vyhlášená v roce 1962 a zaujímající rozlohu 7 hektarů. Ochraně podléhá především bučina, v níž rostou 200 let staré buky, duby, smrky a břízy. Rostou tu i chráněné rostliny, mezi nimi konvalinka vonná, krušina olšová a břečťan popínavý. Uměle tu byly vysazeny modřín opadavý a borovice vejmutovka.